# Internationale Richtervereinigung
Die Internationale Richtervereinigung (engl.: International Association of Judges, IAJ) ist ein Dachverband von derzeit 92 nationalen Richtervereinigungen. Sie wurde 1953 in Salzburg gegründet. Ihr Sitz ist Rom.
Der Verband versteht sich als unpolitisch. Das Hauptziel der IAJ ist der Schutz der richterlichen Unabhängigkeit als essentielle Voraussetzung richterlicher Amtsführung und Garantie der Menschenrechte und Grundfreiheiten.
Die IAJ hat Konsultativstatus beim Europarat, der Internationalen Arbeitsorganisation und dem Wirtschafts- und Sozialrat der Vereinten Nationen. Präsident ist G. Tony Pagone.
Mitgliedsverbände in deutschsprachigen Ländern sind der Deutsche Richterbund, die Vereinigung der österreichischen Richterinnen und Richter, die Association Suisse des Magistrats de l’Ordre Judiciaire und die Vereinigung der Liechtensteinischen Richter.